# Big beat
Il big beat (chiamato a volte chemical breaks) è un sottogenere di musica elettronica nato a metà degli anni novanta in Gran Bretagna. Il termine fu coniato dalla stampa britannica per descrivere la musica dei DJ set di artisti come Fatboy Slim, considerato uno dei maggiori musicisti dello stile. Anticipatori dello stile, se non veri e propri esponenti, furono i The Chemical Brothers e i The Prodigy.
Genericamente lo si può definire come una variante indipendente della musica dance e techno che incorpora evidenti influenze di rock psichedelico ed elettronico, talvolta insieme a venature di raggamuffin, dancehall, jazz, soul e funk. Ad esempio Fatboy Slim nei suoi set suona anche Satisfaction dei Rolling Stones e All Day and All of the Night dei Kinks.
Due esempi di album di genere big beat sono You've Come a Long Way, Baby di Fatboy Slim, pubblicazione che contribuì a diffondere lo stile su larga scala, e The Antidote di The Wiseguys.

## Storia
Il termine "big beat" apparve per la prima volta nel 1971, quando i Doors fecero uscire una canzone intitolata The Wasp (Texas radio and the big beat). Nella canzone c'è un riferimento alla musica big beat "che esce dalle paludi della Virginia". Inoltre la band psychobilly The Cramps pubblicò un album intitolato Big Beat From Badsville.
Nel 1988, venne pubblicato il singolo Beat Dis dei Bomb the Bass, un brano che anticipava lo stile di un decennio.
Nei primi anni novanta in Inghilterra convivevano molti locali di musica elettronica. La scena disco all'epoca era molto convenzionale e promuoveva moda e bellezza. Fuori da molti club londinesi iniziò a emergere una sottocultura che si opponeva alla scena pop, ma che allo stesso tempo voleva ballare musica elettronica. I campionatori divennero parte integrante della pratica musicale in studio e resero più facile la fusione di generi diversi. Norman Cook fu il primo a definire il termine "Big Beat", a causa del nome del suo locale, il Big Beat Botique Club dove venivano suonati stili quali breakbeat, rock, funk, industrial, jazz, acid house, madchester, hip hop e trance. Il termine prese piede e fu applicato a una gran varietà di artisti, tra cui ricordiamo i Chemical Brothers, considerati gli inventori dello stile.
Altri artisti big beat degni di nota sono i The Crystal Method, Overseer, Adam Freeland, più tutti quelli sotto contratto alla Skint Records (casa di produzione fondata da Damien Harris alias Midfield General) e alla Wall of Sound, entrambe considerate le due maggiori etichette proponenti dello stile. Possono essere classificati come big beat anche alcuni degli ultimi lavori dei The Prodigy. Verso la fine degli anni novanta la critica musicale iniziò a usare molto il termine generico "elettronica" per descrivere il sound big beat, e quest'ultimo termine è oggi raramente usato.